# 14366 Wilhelmraabe
14366 Wilhelmraabe (1988 RX3) là một tiểu hành tinh vành đai chính được phát hiện ngày 8 tháng 9 năm 1988 bởi F. Borngen ở Tautenburg.